# Giuseppe Mercalli
Giuseppe Mercalli (21. května 1850 Milán – 19. března 1914 Neapol) byl italský seismolog, vulkanolog, římskokatolický duchovní a autor po něm pojmenované Mercalliho stupnice sloužící k určení intenzity zemětřesení.

## Život
Po svém vysvěcení studoval Mercalli u Antonia Stoppaniho geologii. Poté se stal profesorem na semináři v Miláně a Domodossole. V roce 1892 odešel na Univerzitu v Catanii, kde přednášel mineralogii a geologii, od roku 1892 přednášel vulkanologii na Neapolské univerzitě. Mezi jeho žáky byli například Giuseppe Moscati a Achille Ratti (pozdější papež Pius XI.). Od roku 1911 až do své smrti v roce 1914 byl ředitelem nejstarší vulkanologické observatoře na světě – Osservatorio Vesuviano.
V roce 1889 vydal Mercalli knihu Aktivní vulkány Země. V roce 1902 sestavil stupnici ke kategorizaci zemětřesení podle intenzity, zveřejnil ji v roce 1903.
Giuseppe Mercalli také pozoroval výbuchy vulkánů Stromboli a Vulcano na Liparských ostrovech. Jeho popis těchto erupcí dal název dvěma typům sopečných erupcí, které užívá Indexu sopečné výbušnosti: stupeň č. 1 – strombolská erupce a č. 2 – vulkánská erupce. Mercalli také fotografoval Vesuv bezprostředně po erupci v roce 1906.
Giuseppe Mercalli zemřel za nejasných okolností ve svém domě, nejspíše poté, co v noci při vědecké práci na sebe převrátil petrolejovou lampu. Jeho tělo bylo ohořelé nalezeno druhý den v posteli s přikrývkou, kterou se nejspíš snažil oheň uhasit. Podle jiné verze spíše šlo o loupežnou vraždu s požárem sloužícím k zakrytí stop, podle úřadů z bytu zmizela hotovost činící v přepočtu asi 1400 dolarů.

## Dílo

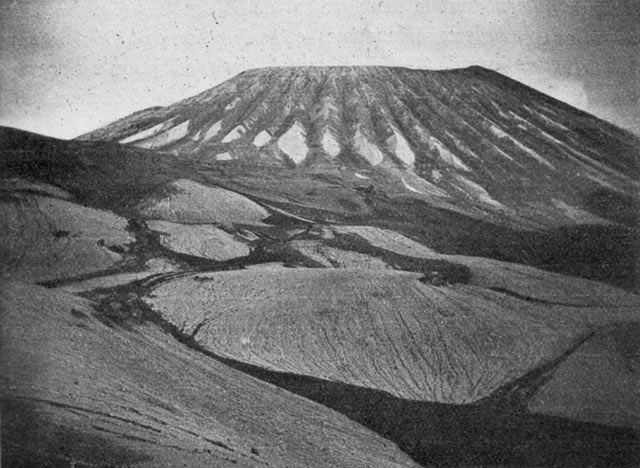
Mercalliho fotografie Vesuvu krátce po erupci v roce 1906

Mercalli navrhl dvě stupnice k měření intenzity zemětřesení, obě byly modifikací Rossiho-Forelovy stupnice. První, dnes téměř zapmenutá, měla šest stupňů zatímco Rossiho–Forelova stupňů deset. Druhá stupnice, známá jako Mercalliho stupnice, byla desetistupňová a její popis upřesňoval Rossiho–Forelovu stupnici.
výběr
- I vulcani attivi della Terra (1889) – Aktivní vulkány Země, studie zemětřesení: Casamicciola (1883), Isole Pontine (1892) a Messina (1908).
- Studie o sopkách Vesuv, Stromboli a Vulcano
- I vulcani e i fenomeni vulcanici in Italia (Milano, Francesco Vallardi, 1883), třetí svazek Geologia d'Italia
- Il terremoto di Lombardia (1884)
- Il terremoto di Lecco (1887)
- Il terremoto dell'Andalusia (1897)
- I vulcani attivi della Terra (Milano 1897)
- Notizie vesuviane (1901-1907)
- Studi sui terremoti della Calabria meridionale
- Il risveglio del Vesuvio (1913)